# Zilog ZGATE
A Zilog ZGATE egy erőteljes hálózati képességekkel ellátott mikrovezérlő-család, célzott felhasználási területe a beágyazott hálózati és kommunikációs alkalmazások. A termékcsoport kb. 2012 közepén jelent meg. A ZGATE eszközök Zilog eZ80F91 (eZ80 Acclaim!) 8 bites mikrovezérlőt, beépített TCP/IP stacket, tűzfalat és komplett beágyazott internetes szoftvergarnitúrát (ZTP internet software suite) tartalmaznak. Ez a termék a Zilog marketing-meghatározása szerint „beágyazott biztonsági tűzfal” (ZGATE™ Embedded Security Firewall). A tűzfal nagymértékben konfigurálható, célja a ZTP hálózati rétegek csomagszintű védelme a támadásoktól; tartalmaz többek között statikus csomagszűrő eszközt is, amely megengedi a felhasználó által definiált szabályok alkalmazását, állapotgépes csomagfigyelési mechanizmust a csomagszűréshez, és csomag-elárasztás (packet flood) elleni védelme is van.

## Jellemzők
Az eszközben egy 8 bites, utasításfutószalagos eZ80F91 mikrovezérlő (MCU) működik, órajele 50 MHz, amely mellé chipre integrált flash és SRAM memóriák, Ethernet MAC, 10/100 BaseT Ethernet Media Access Controller (EMAC) vezérlők és sok egyéb periféria járul. A firewall az igények szerint 3 csomagban áll rendelkezésre, amelyek a portok, protokollok és MAC címek számában különböznek. Az eszközökhöz fejlesztőkészletet is biztosít a cég.
Az EZ80F91GA főbb jellemzői:
- Könnyű és biztonságos Ethernet funkcionalitás
- Hálózati stackek könnyű kialakítását biztosítja
- Zilog TCP/IP szoftverkészlet
- Beágyazott tűzfal könnyen konfigurálható szűrési szabályokkal
- 50 MHz-es nagyteljesítményű eZ80 CPU Ethernet Media Access Control (EMAC) vezérlővel
- 256 KiB flash programmemória, 16 KiB nagysebességű SRAM (ebből 8 KiB az EMAC számára)
- 32 GPIO port
- Külső memória-interfész
- Több hálózati protokollt támogat
- Kész kiszolgáló és kliens szoftverek
- Az eszközhöz rendelkezésre áll RTOS (RZK valós idejű operációs rendszer)[2]
- Eseménynaplózó (event logging) API